# Inicjatywa Polska

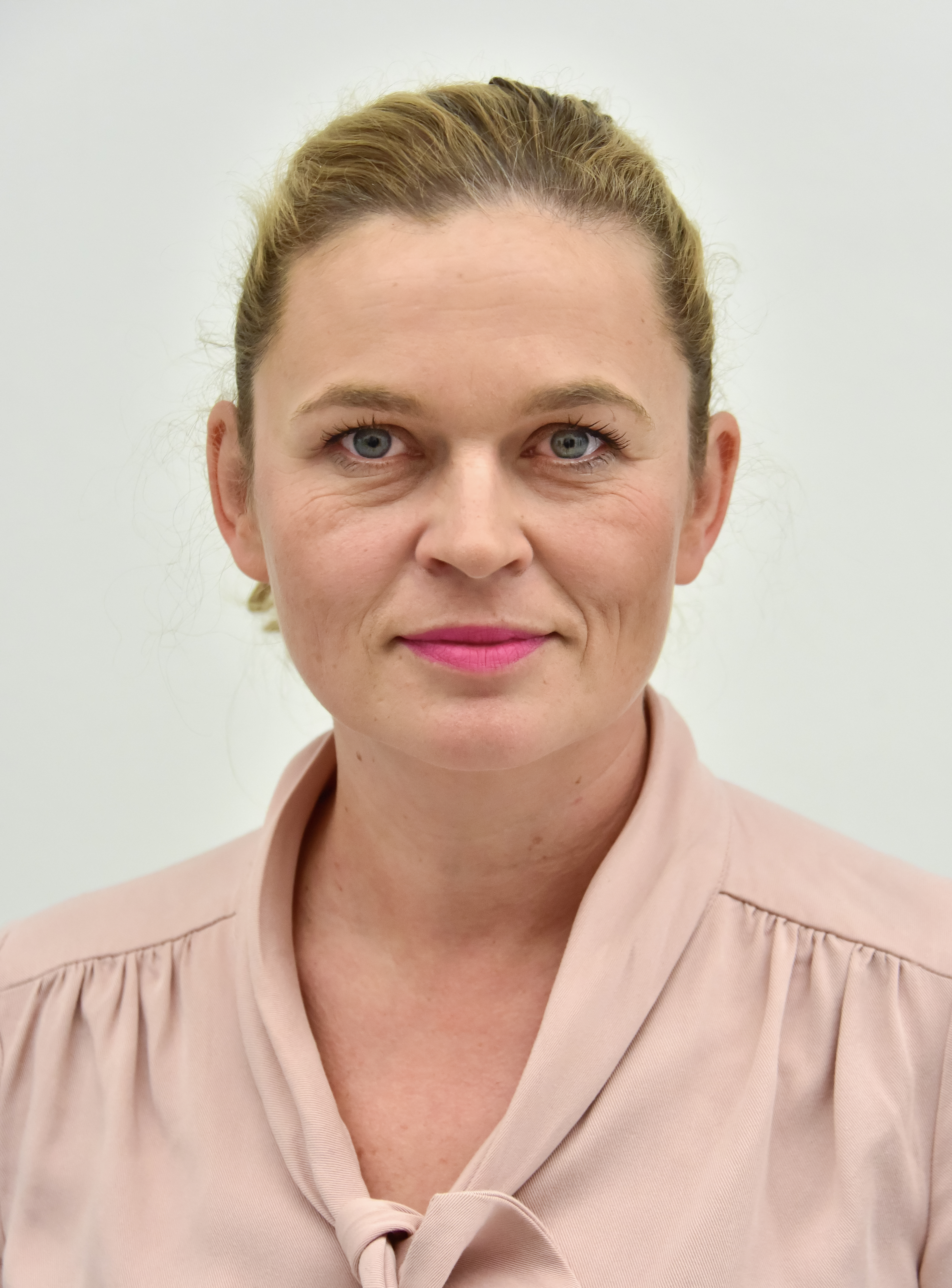
Barbara Nowacka, przewodnicząca ugrupowania

Inicjatywa Polska (iPL) – polskie centrolewicowe ugrupowanie polityczne. Od 2016 stowarzyszenie (zarejestrowane w 2017), od 2019 także partia polityczna. Przewodniczącą ugrupowania jest Barbara Nowacka. W wyborach partia startuje jako część Koalicji Obywatelskiej. Od 2023 jako część KO współtworzy trzeci rząd Donalda Tuska.

## Historia
Stowarzyszenie Inicjatywa Polska zostało założone 20 lutego 2016 przez Barbarę Nowacką, ówczesną współprzewodniczącą partii Twój Ruch (opuściła to ugrupowanie w 2017). Wśród założycieli znaleźli się liderzy Biało-Czerwonych, a także członkowie TR i Sojuszu Lewicy Demokratycznej oraz osoby bezpartyjne.
W tym samym roku członkowie stowarzyszenia angażowali się w projekt „Ratujmy kobiety”, którego celem były postulaty feministyczne – w szczególności łatwego dostępu do antykoncepcji oraz legalnej aborcji. Ponadto stowarzyszenie realizowało projekt „Dzieciaki bez biletów”, w myśl którego komunikacja dla dzieci ze szkół podstawowych powinna być darmowa. Formalna rejestracja stowarzyszenia nastąpiła 18 maja 2017.
Przed wyborami samorządowymi w 2018 stowarzyszenie dołączyło do Koalicji Obywatelskiej (tworzonej przez Platformę Obywatelską i Nowoczesną). Jej radnymi w sejmikach zostali Dariusz Joński w województwie łódzkim i Artur Nycz w zachodniopomorskim (w 2020 przeszedł do PO). W wyborach do Parlamentu Europejskiego w maju 2019 formacja przystąpiła do – powołanej przez PO, PSL, Nowoczesną, SLD i Zielonych – Koalicji Europejskiej (także formalnie jej nie współtworząc, gdyż nie była jeszcze zarejestrowana jako partia polityczna). Nie posiadała jednak kandydatów do PE.
Rejestracja partii iPL nastąpiła 4 czerwca 2019. Ugrupowanie współtworzyło – wraz z PO, Nowoczesną, Zielonymi, a także środowiskami samorządowymi – Koalicyjny Komitet Wyborczy Koalicja Obywatelska PO .N iPL Zieloni, który w październiku tego samego roku wystartował w wyborach parlamentarnych. Na listach znalazło się dziesięcioro członków iPL, którzy łącznie zdobyli 113 278 głosów (co stanowiło 0,62 proc. w skali kraju). Mandaty zdobyło dwoje z nich: liderka partii Barbara Nowacka (która otwierała listę KO w okręgu gdyńsko-słupskim) oraz Dariusz Joński. Ponadto Inicjatywa Polska udzieliła poparcia senatorowi PO-KO oraz byłemu szefowi SLD i współzałożycielowi BC Grzegorzowi Napieralskiemu, byłej posłance i wiceszefowej SLD Katarzynie Piekarskiej, czy też należącemu wciąż do TR byłemu posłowi Piotrowi Bauciowi. Grzegorz Napieralski i Katarzyna Piekarska uzyskali mandaty poselskie, w związku z czym reprezentacja iPL zdobyła cztery mandaty. Jako kandydatów rekomendowanych przez iPL wybranych na posłów wskazywano także działających wcześniej w SLD Eugeniusza Czykwina i Riada Haidara. Barbara Nowacka została jedną z wiceprzewodniczących klubu KO.
Inicjatywa Polska nawiązała po wyborach współpracę z Unią Pracy, Socjaldemokracją Polską oraz Wolnością i Równością. W wyborach prezydenckich w 2020 poparła Małgorzatę Kidawę-Błońską z PO. Po nieodbyciu głosowania i rezygnacji kandydatki, w zapowiadanych powtórzonych wyborach udzieliła poparcia jako kandydatowi KO kolejnemu przedstawicielowi PO Rafałowi Trzaskowskiemu.
W listopadzie 2020 do posłów partii oficjalnie dołączył Riad Haidar, rozpoczynając budowę jej struktur w Białej Podlaskiej (formalnie do niej nie przystępując; zmarł on w maju 2023). W trakcie kadencji iPL przestał reprezentować poseł Grzegorz Napieralski, a formalnie przystąpiła do partii Katarzyna Piekarska. Na początku marca 2021 powołano młodzieżówkę partii, o nazwie Inicjatywa dla Młodych. W październiku 2023 z partią związało się blisko stu byłych działaczy Nowej Lewicy (wywodzących się z Wiosny), w tym dotychczasowy współprzewodniczący jej świętokrzyskich struktur.
W wyborach parlamentarnych w 2023 iPL ponownie współtworzyła koalicyjny komitet KO wraz z PO, Nowoczesną i Zielonymi. Na listach do Sejmu znalazło się kilkanaścioro kandydatów rekomendowanych przez iPL, w tym jej ówcześni posłowie – Barbara Nowacka, Dariusz Joński, Katarzyna Piekarska oraz nienależący do partii Eugeniusz Czykwin. Mandaty zdobyło troje z nich – oprócz Barbary Nowackiej, która otwierała listę KO w okręgu gdyńsko-słupskim oraz Dariusza Jońskiego, który był liderem listy KO w okręgu łódzkim, reelekcję uzyskała także Katarzyna Piekarska. Barbara Nowacka w powołanym w grudniu tego samego roku rządzie Donalda Tuska objęła stanowisko ministra edukacji narodowej. Dariusz Joński był przewodniczącym komisji śledczej badającej przygotowania do korespondencyjnych wyborów na prezydenta z 2020.
W wyborach samorządowych w kwietniu 2024 członkinie zarządu partii Anna Niewiadomska i Anna Uzdowska-Gacek zostały wybrane z list KO na radne sejmików województw odpowiednio kujawsko-pomorskiego i mazowieckiego. Jakub Kwaśny ze stowarzyszenia iPL został wybrany z ramienia KO na prezydenta Tarnowa. W wyborach do Parlamentu Europejskiego w czerwcu tego samego roku wiceprzewodniczący partii Dariusz Joński był liderem listy KO w okręgu łódzkim, uzyskując mandat. Zasiadł w PE w grupie Europejskiej Partii Ludowej. W wyborach prezydenckich w 2025 kandydatem KO, w tym iPL, ponownie był Rafał Trzaskowski z PO.

## Program
Ugrupowanie opowiada się za decentralizacją władzy i oddaniem większych kompetencji samorządom. Jest także za podniesieniem statusu opieki medycznej. Optuje za silną integracją w ramach Unii Europejskiej, równymi szansami dla wszystkich uczniów, kładzie nacisk na kulturę oraz edukację oraz popiera politykę społeczną zapobiegającą wykluczeniom i nierównościom. iPL propaguje też ideę równouprawnienia, opowiada się za świeckością państwa, czy też za dostępem obywateli do informacji, pomocy prawnej i wymiaru sprawiedliwości. Partia sprzeciwiała się regulacjom wprowadzającym niedziele wolne od handlu.

## Działacze

### Zarząd partii
Przewodniczący:
- Barbara Nowacka

Wiceprzewodniczący:
- Dariusz Joński

Sekretarz:
- Tomasz Sybilski

Skarbnik:
- Katarzyna Osowiecka

Pozostali członkowie:
- Arkadiusz Dzierżyński
- Anna Niewiadomska
- Katarzyna Piekarska
- Anna Uzdowska-Gacek
- Adam Wilczuk
- Szymon Wiłnicki

Źródło: Zarząd partii na stronie iPL

### Posłowie X kadencji (w klubie KO)
- Barbara Nowacka, okręg 26: Gdynia-Słupsk
- Katarzyna Piekarska, okręg 19: Warszawa

#### Były
- Dariusz Joński, okręg 9: Łódź – do 10 czerwca 2024, wybrany do Parlamentu Europejskiego

### Poseł do Parlamentu Europejskiego X kadencji
- Dariusz Joński, okręg 6: Łódź, Europejska Partia Ludowa

### Posłowie IX kadencji (w klubie KO)
- Eugeniusz Czykwin (bezpartyjny), okręg 24: Białystok
- Dariusz Joński, okręg 11: Sieradz
- Barbara Nowacka, okręg 26: Gdynia-Słupsk
- Katarzyna Piekarska, okręg 19: Warszawa

#### Wcześniejsi
- Riad Haidar[29] (bezpartyjny), okręg 7: Chełm – do 25 maja 2023, zmarł
- Grzegorz Napieralski[12] (bezpartyjny), okręg 41: Szczecin – w trakcie kadencji został posłem niereprezentującym partii